# Ematurga ochrearia
Ematurga ochrearia là một loài bướm đêm trong họ Geometridae.